# Korbuly Károly
Korbuly Károly (Kolozsvár, 1873. augusztus 11. – Budapest, 1944. július 24.) magyar gépészmérnök, feltaláló, Korbuly József másodszülött fia, Korbuly János bátyja, a magyar ipartörténet kimagasló személyisége.

## Élete

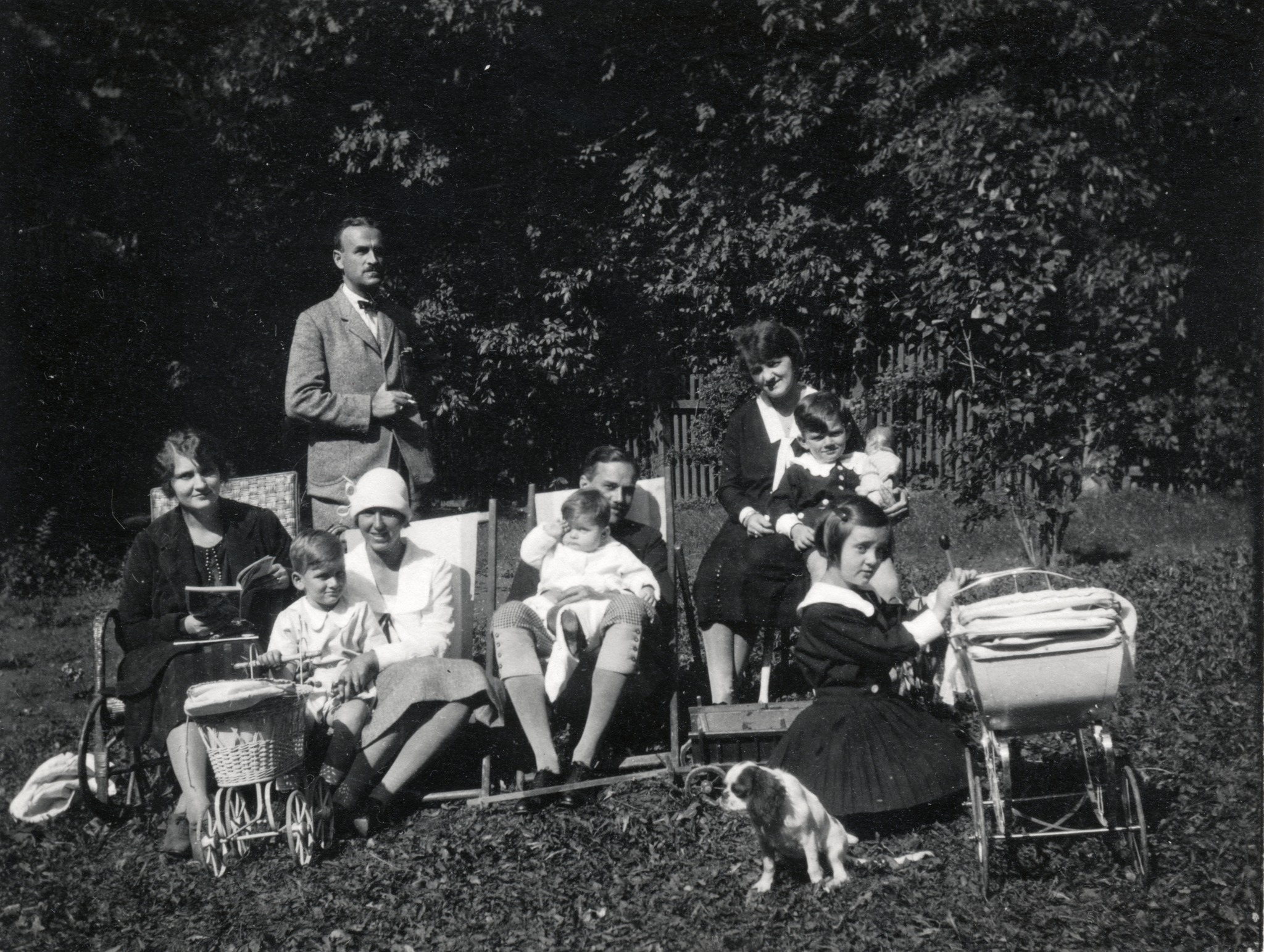
A család zugligeti kertjében

Az erdélyi örmény Korbuly / Corbulián család leszármazottja.  Alapiskoláit Kolozsváron és Aradon végezte. 1896-ban az aradi országos kiállításon bemutatták az ő és testvére, Sándor által készített négyhengeres álló gőzgépmodelljét, és ugyanitt azt a kis villamoskocsi-modellt, amelyet Bunsen-elemek hajtottak. Katonai szolgálatának letelte után a budapesti Magyar Királyi József Műegyetem gépészmérnöki szakára iratkozott be, ahol mérnöki oklevelet szerzett. Rövid tanári pályafutást követően a Ganz villamossági gyárában helyezkedett el, ahol rövidesen üzemfőnök lett.
Kandó Kálmán hívására Olaszországba ment, ahol 1907 és 1915 között a Vado Liguer-i mozdonygyár műhelyfőnöke lett. Feladata Kandóval együtt az olaszországi vasútvillamosítás részeként az ország villamos mozdonyainak és motorkocsijainak kifejlesztése volt. Az első világháború miatt az olasz kormány Szardínia szigetére internálta, ahonnan 1916-ban sikerült visszatérnie Budapestre.
Ezt követően a csepeli Weiss Manfréd-művek műszaki igazgatói posztját töltötte be. A csepeli gyár a vezetése alatt állt át békecikkek - eke, patkó, szög, mezőgazdasági gépek, zománcedények, varrógépek - gyártására. Ezekben az években dolgozta ki újszerű csőgyártási eljárását, ahol a tolópadon nem gyűrűkkel, hanem egymással 120 fokos szöget bezáró görgős rendszerrel történt a cső nyújtása. A szabadalmat világszerte számos cég vásárolta meg, az ilyen módon készült tolópadokat Kínába is exportálták. A második világháborúban ismét hadianyag-termelésre átállt gyár vezetését nehéz körülmények között végezte. A németek 1944-es bevonulása után mint megbízhatatlant félreállították, szervezete a kiállott izgalmakat már nem viselte el, s néhány hónappal később elhunyt. A Farkasréti temető 28. parcellájában nyugszik.